# Sorogo (Bassi)
Pour les articles homonymes, voir Sorogo.
Sorogo est une localité située dans le département de Bassi de la province du Zondoma dans la région Nord au Burkina Faso.

## Géographie
Sorogo est situé à environ 3 km au nord-ouest de Bassi, le chef-lieu du département, sur la route menant à Ouahigouya.

## Santé et éducation
Le centre de soins le plus proche de Sorogo est le centre de santé et de promotion sociale (CSPS) de Bassi tandis que le centre médical se trouve à Gourcy.